# Alice (песня Аврил Лавин)
«Alice» — песня Аврил Лавин, релиз которой состоялся 27 января 2010 года на официальном веб-сайте исполнительницы.
Композиция создана при содействии известного музыканта Буча Уолкера (Butch Walker) была написана специально для сборника «Almost Alice» — не звучащих в фильме, а «вдохновлённых» фильмом Тима Бёртона «Алиса в Стране чудес».
После анонсирования официального трек-листа четвёртого альбома, стало известно, что сингл будет присутствовать на пластинке «Goodbye Lullaby» в качестве бонуса.

## Выпуск
Аврил, выпустившая предыдущий альбом три года назад, решила вернуться с саундтреком к многообещающему фильму. Такой ход был уже использован ею ранее, в 2006 году, когда Лавин написала композицию «Keep Holding On» специально для фильма «Эрагон».
Релиз должен был состояться ещё в середине января 2010 года, но заявленная информация оказалась слухами, и песню впервые услышали в конце месяца — 27 числа.
Первоначально песня была представлена как «Alice (Underground)», но в сборник вошла под другим именем.

Я очень вдохновилась фильмом, поэтому я спросила Дисней, не хотят ли они, чтобы я написала песню для фильма. Они обратились к Тиму, и он дал добро.
Я была очень взволнована, когда услышала эту новость! Я сразу села за пианино написала песню. Я хотела создать что-то, что соответствовало бы настроению его фильма. Мне думается, что клавишная партия придает песне драматическое настроение.
Я встретилась с Тимом Бёртоном, и он показал мне несколько отрывков из фильма. Я закончила песню, и ему на самом деле понравился результат, и он сказал, что хочет поставить этот трек первым в титрах. Боже мой! Так круто! Хехе. Дисней также хотел использовать песню в рекламных целях, поэтому я сняла видео на песню. Так здорово!
Работать над этим проектом было сплошное удовольствие! Это огромный опыт и Тим Бёртон — само очарование. Он очень умный человек. Я так благодарна ему за эту возможность… не могу дождаться, когда увижу фильм полностью!
Оригинальный текст (англ.)
I was really inspired and excited about the film at that moment, so I asked Disney if they would like me to write the theme song for the film. They went back to Tim and he said yeah give it a go.
I was so excited when I got the news! I sat down on my piano immediately and wrote the song. I wanted to come up with something a little on the moodier side to fit his film. I think the piano adds a cool dramatic element to the song.
I met with Tim Burton and he played me some clips from his film. I finished the song and he really liked it and said he wanted to put it in the film as the first end credit song. OMG soooo cool! Hehe. Disney also wanted to use it as there marketing song around the film and so I shot a music video. So fun!!!!!
Working on this project was such a treat! It was such a great experience and Tim Burton was an absolute pleasure. He is very smart. I am so grateful for this opportunity...and can't wait to see the whole film!!!!

— Alice, blogs.myspace.com  (Дата обращения: 13 февраля 2010)

## Музыкальное видео
17 февраля 2010 года состоялась мировая премьера видеоклипа Alice.
В нём использованы отрывки из фильма, и смонтирована встреча Аврил, играющей Алису, с Безумным Шляпником — Джонни Деппом, который не участвовал в съёмках клипа.

## Линия одежды
Причиной, по которой Аврил имела контакт с Дисней был выпуск небольшой партии одежды, стилизованной под «викторианский стиль», в рамках линии «Abbey Dawn», принадлежащей певице. 

## Список композиций
| №  | Название | Автор(ы)      | Длительность |
| -- | -------- | ------------- | ------------ |
| 1. | «Alice»  | Avril Lavigne | 3:34         |

| №  | Название                                            | Длительность |
| -- | --------------------------------------------------- | ------------ |
| 1. | «Alice»                                             | 3:34         |
| 2. | «Welcome to Mystery» (в исполнении Plain White T's) | 4:27         |

## Хронология релиза
| Страна           | Дата выпуска    | Лейбл           | Формат               |
| ---------------- | --------------- | --------------- | -------------------- |
| Северная Америка | 27 января 2010  | —               | Радиопремьера        |
| Северная Америка | 29 января 2010  | Buena Vista     | Цифровая дистрибуция |
| Австралия        | 27 февраля 2010 | Buena Vista     | Цифровая дистрибуция |
| Европа           | 28 февраля 2010 | Disney (Европа) | Цифровая дистрибуция |
| Германия         | 5 марта 2010    | Disney (Европа) | CD сингл             |

## Чарты
| Чарт (2010)                       | Пик |
| --------------------------------- | --- |
| Australian ARIA Singles Chart     | 39  |
| Austrian Singles Chart            | 19  |
| Belgian Ultratip Chart (Фландрия) | 19  |
| Canadian Hot 100                  | 51  |
| Czech Airplay Chart               | 24  |
| Dutch Single chart                | 99  |
| European Hot 100 Singles          | 54  |
| German Singles Chart              | 27  |
| Japan Hot 100                     | 4   |
| Russian Airplay Chart             | 170 |
| Slovak Airplay Chart              | 58  |
| Spanish Singles Chart             | 43  |
| Swiss Singles Chart               | 73  |
| UK Singles Chart                  | 59  |
| U.S. Billboard Hot 100            | 71  |
| U.S. Billboard Hot Digital Songs  | 39  |

### Итоговые Чарты
| Чарт (2010)      | Пик |
| ---------------- | --- |
| Japanese Top 100 | 47  |

## Оскар
15 декабря 2010 композиция попала в список возможных номинантов на премию Американской академии киноискусства «Оскар» 2010 года за «Лучшую оригинальная песню к фильму», но номинации не получила.